# Mammutland
Mammutland – Die Insel der Erfinder ist eine 2002 produzierte und 2004 im KiKA und ZDF ausgestrahlte Zeichentrickserie. Sie entstand in deutsch-französisch-britischer Zusammenarbeit und basiert auf Das dicke Mammutbuch der Technik (englisches Original: The way things work) von David Macaulay.

## Inhalt
Jede Episode vermittelt Themen aus Naturwissenschaft und Technik und erklärt die physikalischen Grundlagen vieler Alltagsphänomene und Maschinen durch Zeichnungen und Animationen.
Die Serie spielt auf einer Insel, auf der Mammuts leben. Ein Erfinder baut zusammen mit den Bewohnern und unter der Mithilfe der Mammuts als Arbeitstiere Maschinen, die den Alltag erleichtern oder Probleme wie eine eingestürzte Brücke oder einen Brand lösen sollen. Dabei wenden sie  physikalische Prinzipien überwiegend aus der Mechanik an, zum Beispiel die schiefe Ebene, Magnetismus oder Wärmelehre.

## Produktion und Veröffentlichung
Die Serie wurde 2003 und 2004 von Millimages, Pearson Broadband, Schlessinger Media und dem ZDF produziert. Regie führte Diego Zamora und die Drehbücher schrieben Simon Jowett und Alastair Swinnerton. Peter Lustig, bekannt durch die Sendung Löwenzahn, präsentierte in der deutschen Version die 26 Episoden der Sendung, sang das Titellied und synchronisierte den Erfinder. 
Die Serie wurde vom 24. August 2004 bis zum 28. September 2004 auf dem KiKA in Deutschland ausgestrahlt, später auch durch ORF eins in Österreich. Die ersten zwölf Folgen erschienen auf DVD.